# Trema laxiflorum
Trema laxiflorum är en hampväxtart som beskrevs av Cyrus Longworth Lundell. 
Trema laxiflorum ingår i släktet Trema och familjen hampväxter. Inga underarter finns listade i Catalogue of Life.